# Rocktron

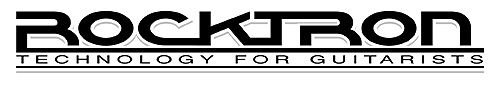
Логотип Rocktron

Rocktron — американский производитель процессоров эффектов и педалей эффектов для гитар, подразделение корпорации GHS. Подразделение также выпускает гитарные и басовые комбо, MIDI-контроллеры.

## История
Корпорация Rocktron была создана в 1983 году, когда её основатель Боб Уоллер (англ. Bob Waller) и его компаньон Джим Чоунинг (англ. Jim Chowning) по окончании музыкальной карьеры решили заняться производством приборов обработки, усилителей и эффектов для гитар.
Первым крупным успехом компании стала линейка шумоподавителей Hush®. Технология Hush стала первой, разработанной исключительно для использования с гитарами. В 1984 году компания Rocktron выпускает первые компрессоры, предусилители, энхансеры, эффекты и контроллеры со встроенными шумоподавителями, первые рэковые компрессоры с ножным переключением. Оборудование Rocktron широко используется многими гитаристами, начиная от рокеров 80-х до современных экстремальных металлистов.
В 1985 году появился первый мультиэффект-процессор с цифровым сенсорным управлением. В 1990 году компания Rocktron первой выпустила на рынок процессоры, содержащие именные звуки и эффекты, например Steve Lukather или Allan Holdsworth в процессоре ProGap. В 1992 году появился первый 24-битный DSP процессор Intellifex. Затем последовал ряд предусилителей со встроенными спикерсимуляторами, первый DSP процессор, основанный на звуках аналоговых педалей, цифровые процессоры без надоедливого выпадения сигнала и затем первый цифровой шумоподавитель. Далее Rocktron выпустил ряд моделей, до сих пор составляющих славу индустрии: Piranha, VooDu Valve, Chameleon, Velocity, Replifex, PatchMate и All Access. Некоторые из них производятся до сих пор, а остальные являются объектами охоты гитаристов — ценителей хорошего звука. Наряду с этими процессорами компания начала выпуск напольных педалей эффектов. Среди них сразу завоевали популярность Rampage Distortion и Metal Planet.
В 2000 году компания Rocktron была поглощена корпорацией GHS, известным производителем гитарных и бас-гитарных струн. Бренд Rocktron при этом был сохранён, команда под руководством Боба Уоллера осталась на своих местах. Производство было переведено из Америки, разработка по-прежнему ведётся в штаб-квартире в Мичигане.

## Rocktron сегодня
Среди современных продуктов под маркой Rocktron выделяются:
- Utopia — серия напольных процессоров
- Reaction, Classic, Boutique, Cyborg — серии цифровых педалей эффектов
- Prophesy II — мультиэффект-процессор, флагманский продукт Rocktron.

Недавно подразделение освоило производство нового для себя типа оборудования продукции — гитарных комбоусилителей Vendetta и Velocity мощностью от 10 до 160 Вт и комбо для бас-гитар серии Bass мощностью от 10 до 200 Вт.

## Музыканты, использующие Rocktron
Оборудование Rocktron использовали и используют такие известные музыканты, как: Дэйв Мастейн, Брайан Мэй, Даймбэг Даррелл, Джордж Линч, Принс, Нил Шон, Слэш, Стив Стивенс, Эдди Ван Хален, Джон Петруччи, Вивиан Кемпбелл, Стив Вай, Гэри Мур.
Группы, использующие эффекты Rocktron: Lamb Of God, Judas Priest, Iron Maiden, Papa Roach, Black Sabbath, Queen, Pearl Jam, U2, Bon Jovi, Red Hot Chili Peppers, Alice in Chains, Nine Inch Nails, Deftones.

## Классические процессоры Rocktron
- Chameleon
- Chameleon 2000
- Piranha
- Voodu Valve
- Utopia
- Gainiac II
- Prophhesy II
- Hush Pro

## Педали эффектов Rocktron
- Metal Planet
- Rampage Distortion
- Metal Embrace
- Black Rose Octaver
- Dreamstar Chorus
- Third Angel Distortion
- Valve Charger
- Reaction Distortion 1
- Reaction Super Charger
- Banshee 2